# 行橋市立今川小学校
行橋市立今川小学校（ゆくはししりつ いまがわしょうがっこう,英語: Yukuhashi City Imagawa Elementary School）は、福岡県行橋市宝山にある公立小学校。

## 概要
15学級、児童数304名（平成30年5月1日現在）。2015年に創立140周年を迎えた。

## 沿革
- 1875年（明治8年）- 大野井村園田に勧善小学校を設置。また、彦徳村高峰に勧国小学校を設置（後に彦徳小学校と改称）。
- 1883年（明治16年）- 寺畔村字ナカスに本校舎新築、寺畔小学簡易科と称する。
- 1892年（明治25年）- 彦徳小学校と合併し、今川尋常小学校と改称。
- 1914年（大正3年）- 高等科を併置し、今川尋常高等小学校と改称。
- 1941年（昭和16年）- 今川村立今川国民学校と改称。
- 1948年（昭和23年）- 今川村立今川小学校と改称。
- 1954年（昭和29年）- 町村合併により、行橋市立今川小学校と改称。
- 1976年（昭和51年）- 創立100周年事業、記念碑を建立。
- 1992年（平成4年）- 第100回卒業記念式典挙行。

## 教育目標・理念
- 「自ら学び、明るく、たくましく、思いやりのある児童の育成」を掲げている。

## 校訓
- 「強く・正しく・朗らか」

## 校歌
- 作詞は中村亀蔵、作曲は岡真司[2]。

## 受賞歴
- 1960年（昭和35年）- 福岡県教育委員会より表彰。
- 1984年（昭和59年）- 教育文化功労賞受賞。
- 2007年（平成19年）- 緑化功労者表彰で県知事賞を受賞。

## 通学区域
- 北大野井
- 南大野井
- 宝山
- 寺畔・西寺畔
- 流末・東流末
- 矢留
- 豊栄
- 天生田
- 寺畔市住[3]

## 交通アクセス
- 今川河童駅から徒歩11分。
- 美夜古泉駅から徒歩18分。
- 豊津駅から徒歩で21分。
- 南行橋駅から徒歩で34分[4]。